# Görna (Käbschütztal)
Görna ist ein Ortsteil der sächsischen Gemeinde Käbschütztal im Landkreis Meißen.

## Geographie
Görna liegt südwestlich der Kreisstadt Meißen an der Bundesstraße 101, die Meißen und die übrigen Käbschütztaler Ortsteile mit der Bundesautobahn 14 (Anschlussstelle „Nossen-Ost“) verbindet. Im Ort zweigen zudem Straßen nach Luga und Canitz ab. Alle in Görna befindlichen Straßen tragen den Namen des Ortsteils. Bis 1972 hatte Görna mit dem Haltepunkt Görna-Krögis einen Anschluss an die Schmalspurbahn Wilsdruff–Gärtitz. Nachbarorte sind im Norden Löbschütz, im Nordosten Canitz, im Südosten Luga, im Süden Schönnewitz und im Südwesten Krögis. Nordwestlich befindet sich Mauna. Alle umliegenden Orte sind Teil der Gemeinde Käbschütztal.

## Geschichte

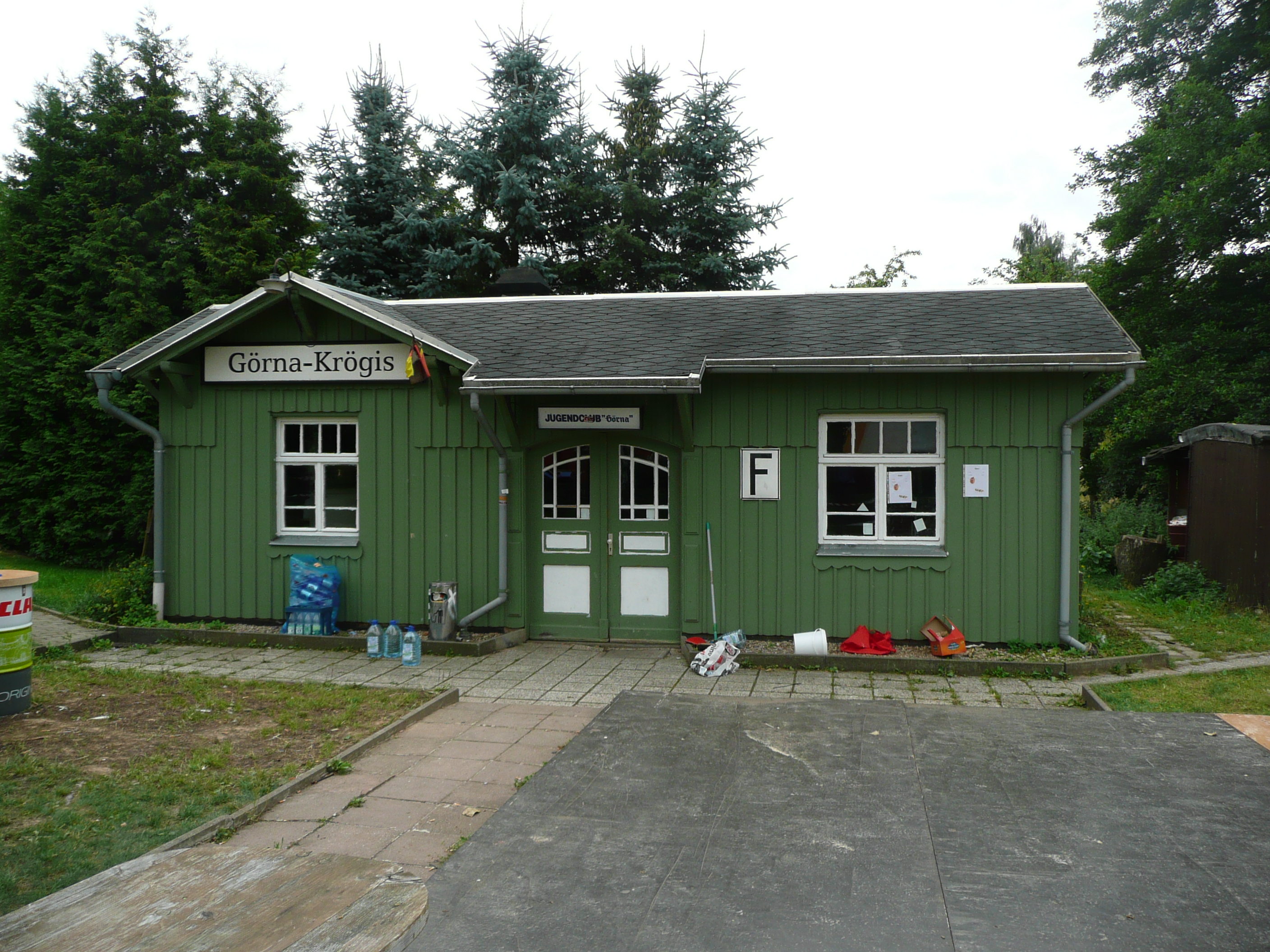
Ehemaliges Bahnhofsgebäude Görna-Krögis (2015)

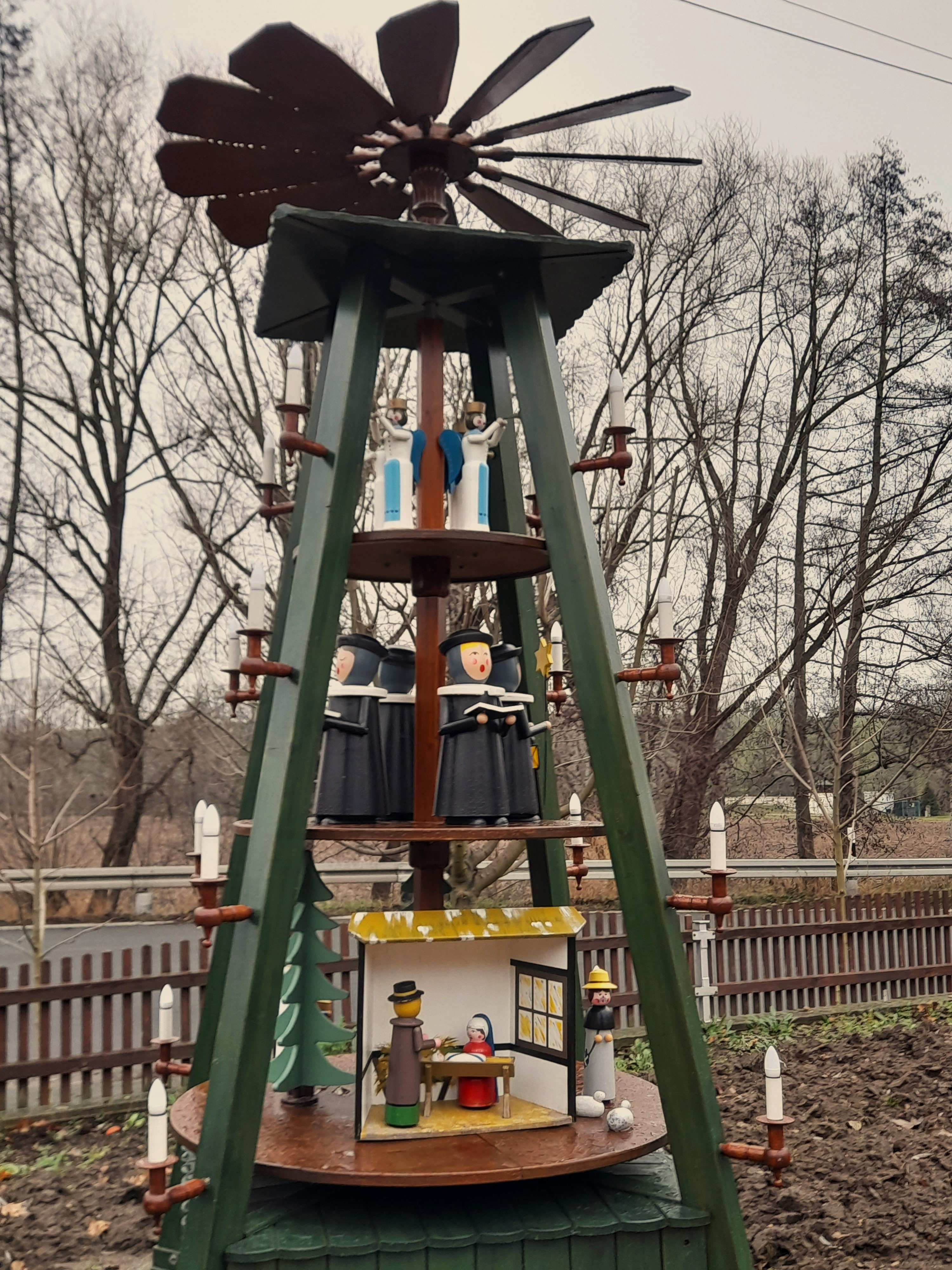
Ortspyramide Görna

Die Siedlung wurde erstmals als Kyrnen 1334 erwähnt. Im Jahr 1378 gehörte Görna zum Castrum Meißen in der Markgrafschaft Meißen. Die Grundherrschaft übte das Rittergut Wunschwitz aus. Ab Mitte des 16. Jahrhunderts wird eine Zugehörigkeit zum Amt Meißen angegeben. Ab 1875 war Görna zur Amtshauptmannschaft Meißen im Königreich Sachsen gehörig.
Die Siedlung Görna ist ein typischer Bauernweiler. Die Ortsgemarkung hatte 1900 eine Größe von 140 Hektar. Von den 139 in Görna lebenden Menschen 1925 waren 135 evangelisch-lutherischer Konfession und vier katholisch. Der Ort war ins benachbarte Krögis gepfarrt und gehört heute zur dortigen Kirchgemeinde. Zu Krögis gab es seit langer Zeit enge Verflechtungen, daher wurde Görna am 1. November 1935 dorthin eingemeindet. Nach dem Zweiten Weltkrieg wurde der Ort Teil der Sowjetischen Besatzungszone und später der DDR. In der Kreisreform 1952 wurde Krögis mit seinen Ortsteilen dem Kreis Meißen zugeteilt.
Nach Wende und Wiedervereinigung blieb Krögis im Kreis Meißen des neugegründeten Freistaates Sachsen. 1994 schlossen sich Krögis, Planitz-Deila und Jahna-Löthain zur neuen Großgemeinde Käbschütztal mit 37 Ortsteilen zusammen. Im selben Jahr wechselte die Kreiszugehörigkeit bedingt durch die Kreisreform 1994 zum Landkreis Meißen-Radebeul (ab 1996 nur Landkreis Meißen). 2008 entstand in der Kreisreform 2008 aus den Nachbarkreisen Meißen und Riesa-Großenhain der dritte Landkreis Meißen, dem Görna als Ortsteil Käbschütztals bis heute angehört. Der noch erhaltene Bahnhof Görna wurde vom sächsischen Innenministerium in die Kulturdenkmalliste für Käbschütztal aufgenommen.

### Entwicklung der Einwohnerzahl
| Jahr | Einwohnerzahl                 |
| ---- | ----------------------------- |
| 1551 | 8 besessene Mann, 17 Inwohner |
| 1764 | 9 besessene Mann, 1 Häusler   |
| 1834 | 70                            |
| 1871 | 123                           |
| 1890 | 122                           |
| 1910 | 159                           |
| 1925 | 139                           |